# Lexicon Recentis Latinitatis
Il Lexicon Recentis Latinitatis (in italiano: Lessico del Latino Moderno) è un dizionario o un glossario di 15.000 neologismi dell'italiano verso il latino (non viceversa e non in altre lingue), pubblicato dal 1992 dalla Fondazione Latinitas per conto del Vaticano . 
I neologismi appartenengono all'italiano moderno e sono tradotti in latino moderno. Lo scopo è dunque mantenere aggiornate entrambe le due lingue ufficiali del Vaticano che sono appunto il latino e l'italiano, così da garantire che i moderni problemi sociali, politici, religiosi e di altro genere possano essere descritti correttamente.
Circa la etimologia i neologismi arricchiscono le famiglie etimologiche dell'italiano e del latino classico di cui fa parte anche il greco antico, ma molti arrivano dall'inglese che non poteva mancare essendo la super-lingua più produttiva di nuovi e di pseudo concetti. In questo caso, come nel caso di pochi altri forestierismi,  si tratta di prestiti e non di neologismi di derivazione neolatina. Quindi c'è uno sforzato adattamento linguistico rispetto alla origine germanica dei termini.

Non è utilizzato il latino ecclesiastico trattandosi di parole appartenenti al registro laico del linguaggio.

Le definizioni descrivono concetti che ovviamente non esistevano ma potevano essere oggetto di profezie e presagi nell'antichità in vista del futuro attuale.  

## Esempi
Ecco alcuni esempi: 
- a priori - ex antecapto iudício
- abat-jour - umbráculum lámpadis
- abulia - voluntatis deféctio
- abuso - intemperántia; immódicus usus
- accidente (incidente) - casus (stradale: viárius)
- acconto - antecessus (-us)
- acculturazione - alienae culturae indúctio
- acqua di colonia - odoramentum Coloniense
- acqua gassata - aqua gásio medicata
- acqua minerale - aqua medicata
- acqua potabile - aqua salūbri potu
- acqua santa - aqua lustralis
- acribía - exquisīta diligéntia
- acrobata - funámbulus (-i)
- adamitico - adamiānus (-a, -um)
- adesivo - táenia glutinōsa
- aerodromo - aërinávium portus
- aeromezzo - aërium vehículum
- aeronauta - aërius viator
- aeronave - aëria navis
- afa - áëris crassitudo
- affettuosità - amabílitas
- affittacamere - cubiculorum locator
- africanista - Africanarum rerum studiosus
- agente bancario - curator nummulárius
- agente d'affari - curator negotiorum
- agenzia viaggi - itínerum procuratrix (-trīcis)
- agopuntura - acupunctura
- aguzzino - cruciator (-oris)
- albero di Natale - arbor natalícia
- albicocca - malum Armeníacum
- alla buona - pingui Minervā
- allegato - adiunctum (folium)
- alpenstock - montanus báculus
- alpinista - oríbates; móntium lustrator
- altruista - aliorum studiosus
- ambiente artistico - artíficum ámbitus
- ambiente domestico - domésticus convictus
- ambiente - locus (-i); res externa; circumiacéntia (-ium)
- amnesia - memóriae amíssio
- antipasto - gustátio; promulsis (-idis)
- apartheid - segregátio nigritarum
- appartamento - diāeta
- asciugamani - manutérgium
- assegno - mandatum nummárium
- astronave - navis sideralis
- attaccapanni - véstium sustentáculum
- attuazione - efféctio
- autoambulanza - árcera automatária
- azienda - domus effectória
- baby-sitter - infantária (-ae)
- bagarino - tesserarum vénditor inīquus
- bailamme - clamor ingens
- ballottaggio - suffrágium decretórium
- bambù - harūndo Índica
- banca - argentária
- banconota - charta nummária
- banda armata - globus armatorum
- bandista - symphoníacus (-i)
- bar - thermopólium (-ii)
- barman - vedi: barista
- barista - tabernae potoriae minister (letteralmente: "servo del ristorante")
- basket - follis canistrīque ludus
- bazar - variarum mércium empórium
- best seller - liber máxime divénditus
- bibita - bibítio (-onis); pótio; potus
- bidet - ovāta pelvis
- biglietto - téssera viária
- binocolo - telescópium geminātum
- biscotto - crústulum
- bistecca - caro costālis assa
- bitter - amara pótio
- blitz - incúrsio fulmínea
- blue-jeans - bracae línteae caerúleae
- boccale - úrceus (-i)
- bomba - pyróbolus; pyróbolum
- Bomba a mano - pyrobolus manualis (letteralmente: : "unità di tiro manuale")
- bombola - vas gasárium
- borgata - subúrbium (-ii)
- borsa - crumīna (crumēna); pera; marsúpium
- borsaiolo - sector zonárius
- bottega - taberna
- brigatisti rossi - brigatōres rubri
- budino - scriblīta Anglica
- buontempone - homo festivive
- cachemire - lanítium Casmiriense
- caffè - cafaeum; pótio cafaeária; taberna cafaeária
- caffettiera - cucumella cafaeária
- calcolatrice - machínula calculatória
- camera da pranzo - cenáculum
- camping - campus tentórius
- campo profughi - campus exceptórius
- campo sportivo - campus pedeludiárius
- casinò - aleatórium
- cassata - placenta Sícula
- caucciù - resīna elástica
- cavatappi - extráculum
- caveau - subterránea cella argentária
- cedrata - pótio cítrea
- cemento - lithocolla (-ae)
- centro elettronico - electrónica sedes
- cesoie - forficulae
- check-up - totīus córporis inspéctio
- cherry - válida pótio cerásina
- ciabatta - doméstica crépida
- cioccolato - socolāta; socolatae pótio
- clacson - sonorus autocinēti index
- cliché - chalcotýpia (-ae)
- club - consociátio; otiosum sodalícium
- colf - ministra doméstica
- computer - instrumentum computatorium (letteralmente: "dispositivo di calcolo")
- concorrenza - aemulátio mercatória
- confetto - sácchari amýgdalum
- confettura - frúctuum liquāmen
- contabile - calculator (-oris)
- convivente - contubernalis
- costume da bagno - subligáculum balneare
- cowboy - armentárius
- crampo - contráctio (-onis)
- cronista - chronógraphus (-i)
- dancing - ludus saltatórius
- dattilografo - machínulae scriptóriae peritus
- day-hospital - valetudinárium diurnum
- deltaplanista - aërinavis velíferae gubernator
- democraticità - índoles democrática
- denatalità - prolis decrementum
- denigratorio - calumniosus
- deodorante - foetōris delumentum
- dépliant turistico - chártula periegética
- depressione - ánimi imminútio
- deragliamento - hamaxóstichi exorbitátio
- dessert - secunda mensa; prándii appendix
- detonatore - apparatus displosīvus
- diktat - imperiōsum edictum
- discoteca - taberna discothecária
- disoccupato - invīte otiosus
- dolciume - crustum; crústulum; placenta
- drink - pótio alcohólica
- droga - medicamentum stupefactivum (letteralmente: "medicina anestetica")
- drogheria - taberna aromatária
- duchessa - ducīssa; ducis uxor
- éclatant - miríficus (-a, -um)
- eclissi - deféctio (lunae vel solis)
- edelweis - leontopódium alpinum
- effervescente - bullans; fervens
- egoismo - nímius amor sui
- egoista - sui cómmodi studiosus
- elettricità - eléctrica vis
- eliografia - solis descríptio
- elioterapia - heliotherapīa
- eliporto - aëriportus helicopterorum
- emirato - phylárchia
- enfant gâté - puer indulgéntiā depravatus
- enoteca - vinorum taberna
- eroina - heroīnum (-i)
- esibizionismo - ostentátio (-onis)
- esordiente - tiro (-ōnis)
- esprit - ingénii vigor
- fabbrica - domus fabricatória; ergastérium
- faccenda - negótium
- factotum - ómnium negotiorum curator
- fans - admiratores studiosíssimi
- faraona - gallina Numídica
- farmacista - pharmacopōla
- ferrovia - ferrivia (dall'italiano: "ferrovia")
- ferry-boat - navis traiectória
- fiammifero - flammífera ássula
- fiaschetteria - oenopólium (-ii)
- fifty-fifty - aequíssima partítio
- filantropia - humánitas (-atis)
- filmoteca - pellicularum cinematographicarum theca
- filovia - funālis traiéctio
- flirt - amor levis (letteralmente: "amore leggero")
- forbice - forfex (-icis)
- forchetta - fúrcula
- fornello elettrico - fornácula eléctrica
- frac - tunícula caudata
- frana - terrae lapsus
- frigorifero - armárium frigidárium
- frittata - ovorum intrīta
- full time - munus pleni témporis
- gabinetto - latrīna (-ae); ministrorum consílium
- gaffe - áctio incauta et incállida
- galantuomo - ínteger vir
- gambero - cámmărus
- gang - praedatória manus
- gangster - gregalis latro (letteralmente: "rapinatore di gruppo")
- gas - gásium (-ii)
- gassosa - gasiosa pótio
- gâteau - placenta farta
- gelato - gélida sorbítio
- ghiacciaio - glaciata moles
- giacca - tunícula manicata; iacca, iaccilla
- gin - pótio iunípera
- giornale - diárium; ephémeris; acta diurna
- gitano - hamaxóbius (Hispanus); Aegyptanus
- goal - retis violátio
- golf - thorax láneus manicatus
- gondola - cýmbula
- gonna, gonnella - cástula; gunna, gunnella
- graffito - figura gráphio exarata
- grappa - stillatícius sucus vitígenus
- grattacielo - caeliscálpium
- groviera - cáseus forātus Helvéticus
- gulag - campus captivis custodiendis
- habitat - naturalis sedes
- habitué - frequentator (-oris)
- hag (caffè) - cafaeária pótio sine cafaeīno
- hall - amplum deversórii átrium
- handicap - impedimentum
- hangar - receptáculum aërinávium
- hascisc - hasīsum
- hidalgo - nóbilis Hispanus
- high life - élegans vita; láuta vivendi rátio
- hinterland - intérior régio
- hostess - vectorum adiūtrix; aëria ministratrix
- hot pants - vedi pantaloncini
- humour - festívitas; urbani sales
- humus - fundamentum (rei spiritualis, culturalis, socialis)
- idealità - exemplaris dígnitas
- idiota - homo hebes
- igiene - valetúdinis tuendae ars
- immigrato - ádvena
- impegno - munus
- impiccio - impedimentum
- improvvisato - extemporalis (-e)
- inaugurazione - dedicátio (-ōnis)
- inazione - inértia
- incantesimo - fáscinum
- incoscienza - teméritas
- indirizzo - inscríptio cursuālis
- ingegnere - doctor machinárius
- insalata - lactūca; acetária; ólera; herbae
- interesse - ánimi atténtio
- intervista - collóquium percontatīvum
- intossicazione - venenōsa condício
- istanza - postulátio
- iter - petitionis cursus
- IVA - fiscāle prétii additamentum
- jazz - iazensis música
- jeep - autocinētum locis iniquis aptum
- jet - aërināvis celérrima
- jumbo - capacíssima aërināvis
- kamikaze - voluntárius sui interemptor
- karaté - oppugnátio inermis Iapónica
- lady - Ánglica múlier conspícua
- lambrusco - acre vinum Aemilianum
- lampone - fragum Idaeum; rubus Idaeus
- lanternino - lucérnula
- lasagna - láganum
- laser - instrumentum laséricum
- lavagna - tábula litterária
- leader - factionis princeps
- leitmotiv - melos perductórium
- leva - vectis (-is)
- libreria - taberna librária
- limonata - pótio cítrea
- locomotiva - currus tractórius; máchina vectória
- luna park - horti públici oblectatórii
- lunch - prandículum
- maccherone - pasta tubulata
- macedonia - poma conditīva
- macelleria - taberna carnária
- magnetofono - máchina echóica
- mais - máiza
- malaria - malus aër; morbus palūstris
- manager - procurator (artíficum, cantōrum, ...)
- mandorla - amýgdalum
- mango - mangífera Índica
- marajà - Índicus régulus
- market - multigéneris taberna
- marsala - vinum Lilybaetānum
- maxigonna - máximum hypozónium
- mazurca - saltatio Polonica (letteralmente: "danza polacca")
- meeting - conventus (-us)
- megalomania - effrenāta glóriae appeténtia
- melarancia - malum Sinense dulce
- menu - escarum index
- mercato nero - mercatūra clandestīna
- merlot - vinum rubrum Burdigalense
- merluzzo - asellus
- minestrone - sorbítio compósita
- minigolf - pilamalleus minutus (letteralmente: "martello a sfere ridotto")
- minigonna - tunícula mínima
- mistrà - pótio anisāta
- mitragliatrice - polýbolum
- moka - faba Mocana; pótio cafaeária Mocana; máchina cafaeária
- mondina - oryzae runcatrix
- montacarichi - anábathrum onerárium
- monte di pietà - domus pigneratícia
- mortadella - murtātum
- motel - deversórium autocinéticum
- motoretta - birótula automatária
- mountain bike - bírota montāna
- muro del suono - repágula soni (n.pl.)
- naïf - ingénuus; natīva simplicitate pictus
- narcosi - sopor artificiōsus
- navigazione spaziale - siderālis navigátio
- 'ndrangheta - Bruttianorum praedōnum grex
- neofascismo - renovātus fascálium motus
- nettezza urbana - cívica mundítia
- news look - nova se gerendi et vestiendi rátio
- night club - taberna nocturna (letteralmente: "locanda notturna")
- nurse - puerorum custos
- nylon - matéria plástica nailonensis
- oblò - fenestēlla orbiculāta
- occhiale - perspicīllum
- odontoiatra - médicus dentárius
- ombrello - umbella; umbráculum
- ómnibus - laophorīum; autocinētum laóphorum
- oncoterapia - tumōrum curationes
- Onu - Unitarum Nationum Coetus
- operazione bancaria - negótium argentárium
- operazione chirurgica - séctio chirúrgica
- ora lavorativa - hora negotiōsa
- ora legale - hora legítima
- orafo - áurifex (-icis)
- ore di punta - tempus máximae frequéntiae
- orologio ad acqua - horológium aquátile
- ostello - hospitíolum
- ottomana - Túrcicus léctulus
- overdose - immódica medicamenti stupefactīvi iniéctio
- ovovia - ovāta vehícula funália
- pagella - punctorum summa
- paletot - superindumentum
- pallacanestro - follis canistrique ludus (letteralmente: "gioco della palla e del canestro")
- pallone - follis (-is); harpastum; sphaera
- palombaro - urinātor (ōris)
- pan di Spagna - dulcis panis Hispánicus
- pancarré - panis quadratus
- pandoro - panis áureus
- panettone - Mediolanensis placenta
- panforte - Senensis placenta
- panificio - sedes fornáriae exercendae
- paninoteca - pastillorum fartōrum taberna
- panna - lactis flos
- Pantaloncini - brevissimae bracae femineae (nel senso di "pantaloni femminili estremamente corti")
- pantofola - sólea; crépida
- parà, paracadutista - miles decíduus
- paracadute - umbrella descensória
- parasole - umbráculum
- passamano - mánuum fulcīmen
- passe-partout - commūnis clavis
- pastasciutta - tubulati pastilli
- pasticcino - crústulum
- pastificio - pastae conficiendae officīna
- patatina - glóbulus solaniānus
- patatrac - súbitum patrimónii naufrágium
- patente di guida - diplōma vehículo automatário ducendo
- páttino - ferrāta sólea
- peluche - densus mollisque villus
- penna a sfera - sphaerígraphum (-i)
- pennino - cálami apex
- pensione - a munéribus vacátio
- pentitismo - malefactōrum paeniténtia
- percentuale - centésima (pars)
- pericolosità - condício periculōsa
- pesca - malum Pérsicum
- pesce d'aprile - ludificátio Calendarum Aprílium
- peseta - nummus Hispanus
- pettirosso - eríthacus
- pianoforte - clavicýmbalum (-i)
- piantagrane - molestiārum fictor
- piccione viaggiatore - columba internúntia
- picnic - cénula subdivālis
- pizza - placenta compressa (letteralmente: "torta pressata")
- pizzicheria - taberna salsária
- plaid - strágula laculāta
- playboy - iuvenis voluptarius (letteralmente: "giovane lussurioso")
- pomodoro - lycopérsicum
- pompelmo - citrum grande
- poncho - páenula Americana
- popcorn - máizae grana tosta (pl.)
- portacenere - vásculum cinerárium
- portasapone - theca saponária
- portavalori - nummorum gestātor
- Porto - vinum Portucalense
- posteggio - vehiculorum státio
- postino - tabellárius
- pot-pourri - carnes oleraque vária
- preservativo - vedi profilattico
- privacy - vita privata
- profilattico - tegumentum (letteralmente: "copertura, vestito")
- prognosi - praeiudicatus morbi cursus
- prospettiva - prospectus; iudicandi rátio
- prostata - urēthrae glándula
- protesta - reclamátio
- psicologo - humani ánimi investigator
- pub - pública potória taberna
- pubblicista - scriptōrum vulgator
- pulizia etnica - purgátio géntica
- punch - cálida alcohólica pótio
- punk - punkianae catervae ássecla
- purè - pultícula tuberosa
- putsch - subitánea rerum convérsio
- quadro clinico - morbi descriptio
- quarantena - segregátio quadraginta diērum
- questionario - percontatiōnum index
- quiz - aenigma (-ătis)
- quoziente - quotus
- raccordo anulare - orbitalis via viarum coniunctrix
- racket - illícita pecúniae exáctio
- radar - radioëlectricum instrumentum detectorium (letteralmente: "dispositivo radioelettrico per rilevazione")
- radio - radiophónium
- radioamatore - radiophóniae operator voluptárius
- radiointervista - radiophónica percontátio
- radiotelevisione - radiotelehórasis
- raffreddore - cápitis gravedo; pituíta (laborare)
- raggio laser - rádius laséricus
- ragioniere - ratiocinator
- ragù - ius cárneum
- raid - incúrsio aërináutica (... subitánea publicorum custodum)
- rally - autocinetorum certamen
- ranch - práedium rei pecuáriae curandae
- raptus - ímpetus imperiōsus
- rasoio - tonsórius culter
- razziale (odio) - (ódium) phyléticum
- razzo - rádius ígnifer
- rebus - depictum aenigma
- recioto - Veronense vinum
- redentivo - redemptórius
- referendum - ad pópulum provocátio
- refrain (ritornello) - intercalaris versus
- refuso - typográphicum mendum
- reinserimento - iterata insértio
- relax - relaxátio (-onis)
- residence (house) - diaeta deversória disiuncta
- ressa - stipátio tumultuōsa
- restaurant - taberna refectória
- rete stradale - viárius intextus
- retrovisore - spéculum retroscópicum
- ribasso (dei viveri) - annōnae laxátio
- ricatto - violenta exáctio
- ricevuta di ritorno - perlatae epístulae núntius
- riciclaggio - pecúniae male partae collocátio
- ricotta - cáseus secundárius
- ricovero - hospítium; sanatīva custódia
- rifugio alpino - hospitíolum montanum
- rimborso - pecúniae reddítio
- rimunerativo - quaestuōsus (-a, -um)
- rinfresco - convivíolum
- ring - pugilatórium suggestum
- ripresa economica - incrementum oeconómicum
- ripresa fotografica - impréssio photográphica
- riscatto - prétium (pro redemptione)
- rodeo - spectaculum equestre (letteralmente: "spettacolo di equitazione")
- rosticceria - assōrum taberna
- roulette - rótula (lúdicra)
- rubinetto - epitónion (-ii)
- rugby - ludus follis ovāti
- rum - rhómium; sícera náutica
- sabotaggio - occulta evérsio
- sacco da montagna - saccipérium dorsuāle
- safari - Africana venátio
- salame - tomáculum
- salamino (salsiccia) - botellus (-i)
- salasso - sánguinis detráctio
- salatino - crústulum sale condītum
- salone - éxedra
- salumificio - salsamentária officīna
- salvadanaio - theca nummária
- sangria - potio mixta Hispanica (letteralmente: "bevanda spagnola mista")
- sarta - vestífica
- scadenza - dies praestitūtus
- scaldabagno - bálnei caldárium
- scaldavivande - ferculōrum calidárium
- scappatella - iuvenīle errātum
- scaricabarili - críminis translátio
- scarpiera - armaríolum cálceis servandis
- scenata - irae effúsio
- sci (corsa di) - nartátio (-ōnis)
- sciatore - nartator (-ōris)
- scientificità - scientialis rátio
- scienza delle finanze - nummáriae rei disciplina
- sciopero - operistítium; cessátio ab ópere
- scippo - evúlsio furtífica
- sciroppato - mulsō condītus
- sconto - prétii deminútio
- scontrino - schédula emptória
- scotch - víschium Scóticum; taeníola glutinatīva
- scuolabus - discipulorum laophorīum
- sedativo - medicamentum mitigatórium
- sedentario - sellulárius
- sedia a sdraio - séllula reclīnis
- sedile ribaltabile - sella plicátilis
- segreto epistolare - opertum litterarum
- self-control - sui moderátio
- serbatoio - conceptáculum
- sfida - provocátio
- shampoo - capitilávium
- shock - collapsus gravis (letteralmente: "grave rottura")
- shorts - brevíssimae bracae
- sigaretta - fístula nicotiāna
- sigaro - bacillum nicotianum
- sinistrato - detrimento affectus
- sketch - brevis áctio cómica
- slip - parvum subligáculum
- slogan - sententíola praeconiālis
- smog - fumus et nebula (letteralmente: "fumo e nebbia")
- snack bar - thermopólium potórium et gustatórium
- snob - homo influatus (letteralmente: "persona colpita")
- snobista - homo affectatus
- solidarietà - consociāta voluntas
- soubrette - praecípua scáenica actrix
- souvenir - memoriale (-is)
- spacciatore - vénditor clandestīnus
- spaghetto - pasta vermiculata
- speaker - locutor
- spezzatino - caro minutātim dissecta
- sport - lúdicra  córporis exercitátio
- spot - intercalatum laudatīvum núntium
- spray - liquor nubilógenus
- sprint - extrēma accelerátio
- staff - cooperatorum coetus
- stand - tabernáculum exhibitórium
- stock - cúmulus mércium
- stop - iussum sistendi
- strudel - pomorum placenta
- sympósium - doctorum virorum conventus
- tabacco - tabācum; nicotiāna herba
- tabù - sacra interdíctio; sollemne interdictum
- tailleur - vestis bipertīta
- tangente - largítio quaestuōsa
- tangenziale - suburbana velócior via
- tappabuchi - abséntium vicárius
- taxi - autocinētum meritórium
- tazzina - pocīllum
- tè - theāna pótio
- tea-room - conclāve theárium
- telecronaca - relátio televisífica
- telefonata - telephónicum collóquium
- telenovela - fabula televisifica (letteralmente: "storia in televisore")
- tergicristallo - vitritersórium
- termocoperta - strágulum calefactórium
- terrorista - tromócrates (-ae)
- test - experimentum
- thermos - lagoena calefactória
- timer - instrumentum témpori praestituēndo
- tocai - Hungáricum vinum
- tortellino - pastillus tórtilis
- tour - circúitus (-us)
- tracimazione - exundátio
- trade mark - ergastérii nota
- traffico stradale - viarum frequéntia
- tram - públicus currus eléctricus
- traveller's cheque - mandatum nummárium periegéticum
- treno - hamaxóstichus
- trust - societatum bonis gignendis impérium
- turista - periegētes (-ae)
- tuta - indumentum bracātum
- ultrà - extremārum pártium ássecla
- umanista - ártium liberálium cultor
- umorista - festivus homo
- valigia - vídulus
- valore - prétium; virtus; auctóritas; praestántia
- valzer - chorēa Vindobonensis
- vermut - absinthiātum
- vicepresidente - propraeses
- videoteca, video library - pellicularum cinematographicarum teca (letteralmente: "bacheca delle pellicole cinematografiche")
- vigile del fuoco - siphonárius
- vip - amplíssimus vir
- viveur - homo voluptárius
- vodka - valida potio Slavica (letteralmente: "forte bevanda slava")
- vongola - cónchula decussata
- vuoto d'aria - deminútio subitánea áëris
- wagon-lit - currus dormitórius
- wagon-restaurant - currus cenatórius
- week-end - éxiens hebdómada
- Würstel - botellus Germánicus o botellus Austríacus (letteralmente: "piccola salsiccia tedesca o austriaca")
- zaino - saccíperum dorsuale
- zingaro - hamaxóbius
- zoosafāri - venátio Africana.

## Edizioni
La prima edizione del dizionario consta di due volumi (I: A-L; II: M-Z), pubblicati rispettivamente nel 1992 e nel 1997, dalla Libreria Editrice Vaticana. Alla sua realizzazione hanno lavorato, per 7 anni, 14 esperti di lingua latina, sotto la guida del latinista Karl Egger e su incarico del Vaticano. Le lingue coinvolte erano l'italiano e il latino.   
Una nuova edizione ampliata, ma stavolta unitaria, è stata pubblicata nel 2003, sempre dalla Libreria Editrice Vaticana.   